# Marte Eliasson
Pour les articles homonymes, voir Eliasson.
Marte Eliasson, née le 27 septembre 1969 à Trondheim, est une ancienne handballeuse internationale norvégienne. Elle a notamment évolué au Sverresborg IF.
Avec l'équipe de Norvège, elle participe notamment aux jeux olympiques de 1988 où elle remporte une médaille d'argent.

## Palmarès

### Sélection nationale
- Jeux olympiques
  -  médaille d'argent aux Jeux olympiques de 1988, Séoul,  Corée du Sud
- Championnat d'Europe
  -  3e du Championnat d'Europe 1994,  Allemagne